# Ondergang van de Onan
Ondergang van de Onan is een door Wim T. Schippers met medewerking van Ellen Jens, Wim van der Linden en Gied Jaspars geschreven toneelstuk dat op 15 april 1976 door de VPRO op de televisie werd uitgezonden.
Het televisiespel speelt zich af op een groot motorpassagiersschip, de Onan geheten (de naam Onan was een samentrekking van producer Onno en zijn vrouw Anna), en vertoont gelijkenis met de ondergang van de Titanic. Het verhaal speelt zich af voor de Tweede Wereldoorlog op een reis van Amerika naar Frankrijk.
Het stuk is in Wim T. Schippers' stijl chaotisch van aard.

## Geschiedenis
De hoofdrol werd gespeeld door Rijk de Gooyer, die als regisseur Dick Bakker voor producer Onno Bosman (Emile van Konijnenburg) een wervelend en succesvol toneelstuk zou produceren en veel geld zou verdienen.
Er werkte een groot aantal andere acteurs aan mee, onder wie een aantal bekende uit de stal van Wim T. Schippers, zoals Harry Touw als kapitein Fred Haché, IJf Blokker als steward Barend Servet, Dolf Brouwers als entertainer Sjef van Oekel, Jaap Bar als marconist ir. Evert v.d. Pik, Gerard Schiering als scheepsgeestelijke ds. Bongers en Cees Schouwenaar als seksartikelenvertegenwoordiger en ander ongeregeld goed en godsdienstwaanzinnige.
Clous van Mechelen verzorgt onder meer de muziek en ook treden van Spooky and Sue in het toneelstuk op. Daarnaast zijn er optredens met onder meer een blote dans, zoals in de eerdere programma's van Wim T. Schippers.

## Verhaal
De rode draad van het verhaal is de liefde tussen Mrs. Eva Smit (Nanny Coppens) en haar geliefde Mr. Adrian Smith (Theo Serré), maar deze laatste gaat vreemd. Het draait uit op allerlei doldwaze situaties.
De kok vangt meeuwen door lijm aan de rand van de reling te smeren en kookt deze met veren en al en dient ze zo op, waardoor Sjef van Oekel niet goed wordt en over de reling moet overgeven. Verschillende passagiers krijgen door het eenzijdige voedsel scheurbuik en één overlijdt er zelfs.
Kapitein Haché heeft geen interesse in de handel van de seksartikelenvertegenwoordiger, maar nadat de door de laatste achtergelaten opblaaspop lek is geschoten, ligt hij in zijn hut met een jongedame te rollebollen. Scheepsgeestelijke ds. Bongers gebruikt collectegeld van de kerk voor de condoomautomaat. Marconist V.d. Pik is druk bezig met het solderen van de contacten, waardoor hij geen tijd heeft een telegram naar de advocaat van Mrs. Eva Smit te zenden, die van haar man wil scheiden omdat hij is vreemdgegaan. Daarom werpt ze uit woede haar parelketting in zee. Daarna worden echter twee godsdienstwaanzinnige drenkelingen opgevist, die de ketting hebben opgevist.
Sjef van Oekel mag even de stuurman vervangen, maar daarbij breekt het roer af. In een zware storm wordt het schip later stuurloos, botst tegen een ijsberg en vergaat.

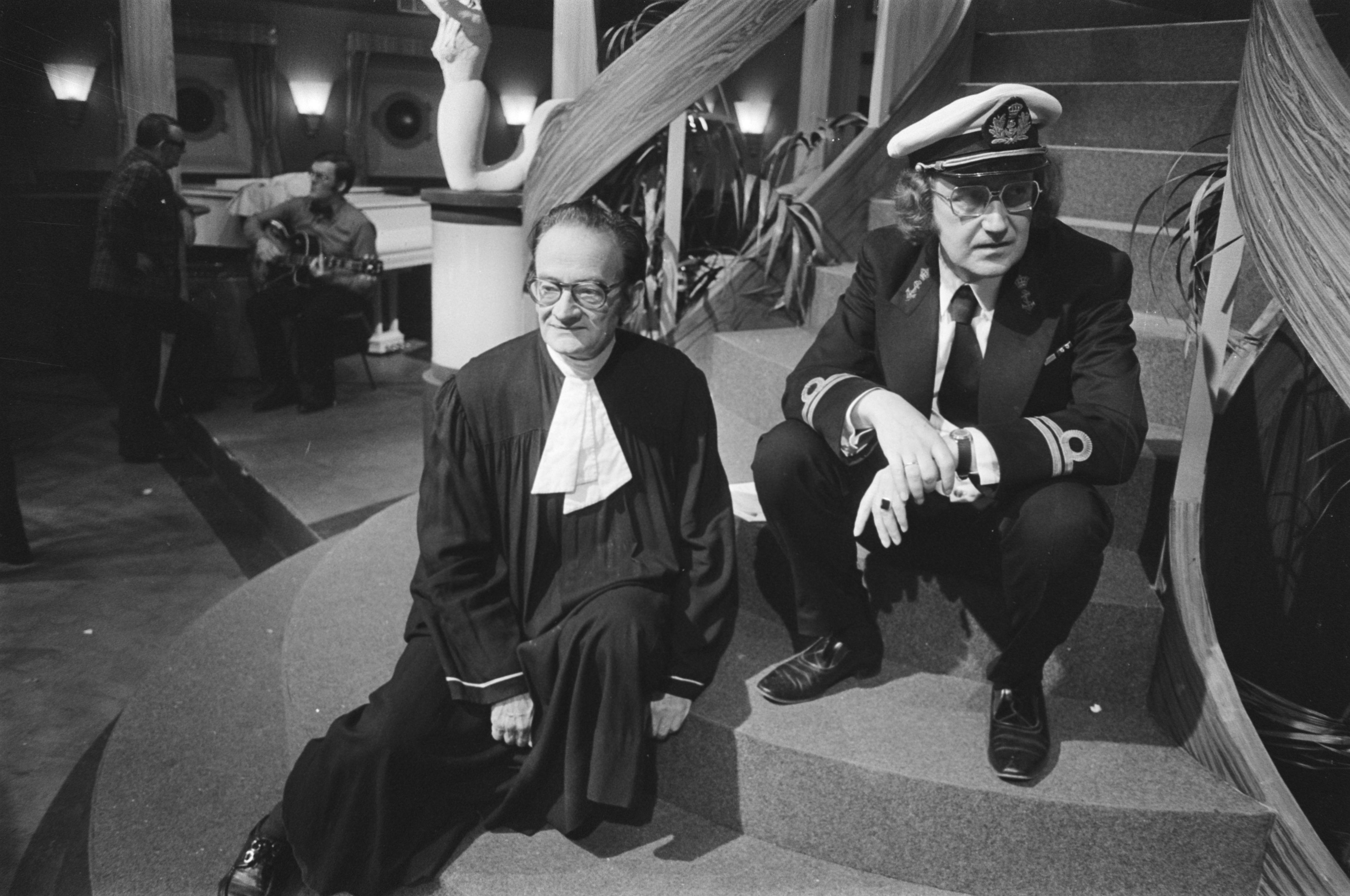
Dominee Bongers en steward Servet in Ondergang van de Onan

## Bron
- Dvd Barend is weer bezig! uit de dvd-set Wim T. Schippers' televisiepraktijken sinds 1962.